# تپه میل مارو
تپه میل مارو مربوط به هزاره۲ تا سده‌های اولیه دوران‌های تاریخی پس از اسلام است و در شهرستان سراوان، ۵۲ کیلومتری جنوب غربی سراوان واقع شده و این اثر در تاریخ ۱ اردیبهشت ۱۳۴۵ با شمارهٔ ثبت ۵۵۰ به‌عنوان یکی از آثار ملی ایران به ثبت رسیده است.